# Shanghu-formatie
De Shanghu-formatie is een geologische formatie in de Volksrepubliek China die afzettingen uit het Paleoceen omvat.

## Locatie
De Shanghu-formatie bevindt zich in het Nanxiong-bekken in de zuidoostelijke Chinese provincie Guangdong.

## Ouderdom
De Shanghu-formatie dateert uit het Vroeg-Paleoceen en het is de typelocatie van de Asian Land Mammal Age Shanghuan, 66 tot 61,8 miljoen jaar geleden. De formatie overligt de Nanxiong-formatie uit het Maastrichtien en onderligt de Nongshan-formatie. 

## Fossiele vondsten
In het fossielenbestand van de Shanghu-formatie domineren twee groepen van vroege herbivore zoogdieren, de pantodonten zoals Bemalambda en de anagaliden. Laatstgenoemde dieren zijn verwant aan de knaagdieren en haasachtigen. Ook de eerste carnivore hoefdieren uit de Mesonychia zoals Yantanglestes en de herbivore tillodonten zoals Lofochaius kwamen in deze periode in oostelijk Azië voor, evenals endemische insectivore zoogdieren zoals Carnilestes. Er zijn overeenkomsten in fauna tussen de Shanghu-formatie en de Puerco Beds van de Nacimiento-formatie in de Verenigde Staten, het gevolg van een verbinding tussen oostelijk Azië en Noord-Amerika via Beringia rond 65,5 miljoen jaar geleden.